# Festival international du film de comédie de l'Alpe d'Huez 2017
Le Festival international du film de comédie de l'Alpe d'Huez 2017, 20e édition du festival organisé par l'Agence Tournée générale, aura lieu du 17 au 22 janvier 2017.

## Jury
- Omar Sy (président)
- Audrey Lamy
- Patrick Timsit
- Isabelle Nanty
- Franck Gastambide

## Coup de projecteur
- Charlotte Gabris
- Mister V
- Andy
- Panayotis Pascot

## Sélection

### En compétition

#### Longs métrages
- L'Ascension de Ludovic Bernard  France
- L'Embarras du choix de Eric Lavaine  France
- Si j'étais un homme de Audrey Dana  France
- Sous le même toit de Dominique Farrugia  France
- Bienvenue au Gondwana de Mamane  France
- Baby Phone de Olivier Casas  France

#### Courts métrages
- Dénominateur Commun de Quentin Lecocq  France
- Mi-Temps de Marie Sauvion et Lotfi Bahmed  France
- Mise en Bouche de Johann Dionnet  France
- Pétage de Greg Tudela  France
- Pochette Surprise de François Uzan  France
- Sabine de Sylvain Robineau  France
- Schwarzy de Pierre-Gilles Stehr  France
- Si tu n'es pas là de Pierre Ferrière  France
- Sois Heureuse ma Poule de Mélanie Auffret  France
- Speed/Dating de Daniel Brunet et Nicolas Douste  France
- Une Poignée de main Historique de Aurélien Laplace  France

### Hors compétition
- Raid dingue de Dany Boon  France (film d'ouverture)
- Tous en scène de Garth Jennings  États-Unis (film de clôture)
- Alibi.com de Philippe Lacheau  France
- Un profil pour deux (film surprise) de Stéphane Robelin  France  Allemagne
- Sahara de Pierre Coré  France  Canada
- L'Attaque des donuts tueurs de Scott Wheeler  États-Unis

## Palmarès
- Grand Prix OCS : L'Ascension de Ludovic Bernard  France
- Prix Spécial du Jury : Sous le même toit de Dominique Farrugia  France
- Prix du public Studio Ciné Live & Kinder Bueno : L'Ascension de Ludovic Bernard  France
- Prix d'interprétation féminine : Alexandra Lamy pour L'Embarras du choix
- Prix d'interprétation masculine : Gilles Lellouche pour Sous le même toit
- Prix d'interprétation féminine dans un second rôle : Alice Belaïdi dans Si j'étais un homme
- Prix du court-métrage : Speed/Dating de Daniel Brunet et Nicolas Douste  France